# Balys Dvarionas
Balys Dvarionas (Liepāja, 19 juin 1904 – Vilnius, 23 août 1972), est un compositeur, pianiste, chef d'orchestre et éducateur lituanien. Ses œuvres sont dans une veine romantique, avec des racines tirées des chants folkloriques. 

## Biographie

### Formation
Balys Dvarionas naît dans la famille nombreuse d'un organiste. Avec ses dix frères et sœurs, Dvarionas apprend la musique dès son plus jeune âge. Il suit des cours particuliers auprès du célèbre compositeur letton Alfrēds Kalniņš. Après avoir terminé l'école de commerce, Dvarionas travaille comme organiste et chef du chœur des jeunes de la société lituanienne à Liepāja. En 1920, Dvarionas se rend à Leipzig où il étudie le piano au Conservatoire auprès de Robert Teichmüller et suit des cours de théorie musicale et de composition donnés par Stephan Krohl et Sigfrid Karg-Elert. Diplômé du Conservatoire en 1924, Dvarionas retourne à Kaunas, en Lituanie, où il donne son premier récital. Il étudie ensuite le piano à Berlin avec le célèbre pianiste allemand Egon Petri. 
Après avoir suivi des cours de direction à Salzbourg, en 1939, il réussit ses examens en tant qu'étudiant externe au conservatoire de Leipzig, dans la classe d'orchestre d'Hermann Abendroth.

### Carrière
Balys Dvarionas a réussi dans tous ces talents, tant au piano, en enseignement, en direction et en composition. Tous ces talents fleurissent presque en même temps et Dvarionas devient rapidement l'une des personnalités les plus célèbres de la musique lituanienne.
De 1935 à 1938, Dvarionas est chef d’orchestre de l'orchestre de la radio de Kaunas. En 1939, il monte l'orchestre ville de Vilnius, avec le célèbre architecte lituanien Vytautas Landsbergis-Žemkalnis. Il travaille en tant que chef d'orchestre de l'ensemble jusqu'à la création de l'Orchestre philharmonique de Lituanie, où il est le chef principal de 1940 à 1941 et de 1958 à 1964.
À partir de 1924, il effectue des tournées partout dans son pays et en 1928, se produit également à l'étranger. En 1926, il enseigne le piano à l'école de musique de Kaunas (après 1933 : Conservatoire de Lituanie) jusqu'en 1940 et dès 1947, il est nommé professeur et occupe un poste à l'Académie de musique de Vilnius, où il continue d'enseigner jusqu'à la fin de sa vie. Plus de cinquante pianistes sont diplômés de la classe de Balys Dvarionas. Parmi les élèves figurent le chef d'orchestre Rimas Geniušas, les pianistes Liucija Drąsutienė, Aleksandras Jurgelionis, Gražina Ručyt-Landsbergienė et Halina Znaidzilauskaitė. 
La dernière représentation publique de Dvarionas a lieu le 12 mai 1972 avec l'orchestre de chambre de Lituanie à la Philharmonie. Il joue un concerto pour piano de Mozart et dirige une messe de Schubert, déjà souffrant de la maladie qui l'emporte le 23 août 1972. Balys Dvarionas est enterré au cimetière de Palanga, station balnéaire de l'ouest de la Lituanie, où Dvarionas aimait passer l'été, composant de nombreuses pièces dans son cottage.

## Œuvre
Dvarionas a composé des œuvres allant de l'opéra au ballet, en passant par la symphonie, la musique pour le cinéma et le théâtre et des œuvres de chambre. Balys Dvarionas et Jonas Švedas, autre compositeur lituanien de premier plan, sont chargés en 1950, de composer la musique de l'hymne de la RSS lituanienne. 
Les œuvres musicales de Dvarionas se distinguent par leur mélodie, leur émotion et leur inspiration puisée dans la musique folklorique. Plutôt que de développer intensivement son matériel musical, il préfère exposer et juxtaposer diverses idées musicales. Sa musique peut sembler improvisée, mais elle est naturelle, souple rythmiquement et rend une ambiance à l'impression claire et très colorée. 

Le compositeur a déclaré à propos de son style en 1971 : 

« Mes idéaux esthétiques ont été formés sous l’influence du romantisme du XIXe siècle et je crois en la vocation du musicien pour répandre la beauté, le bien, l’harmonie, éduquer et élever les êtres au-dessus de la routine. Je crois que les gens qui disent que ce type de vue est en retard, sont faux. Les idéaux du bien humain sont restés inchangés depuis des milliers d'années : amour, vérité, liberté et amitié. Les servir n'est pas un pas en arrière. »

Œuvres les plus remarquables de Balys Dvarionas : 
- Ballet Piršlybos, (présenté en 1933).
- Variations pour basson et orchestre, 1946.
- Symphonie en mi mineur Hommage au pays natal (Lenkiuos gimtajai žemei), 1947.
- Concerto pour violon et orchestre, 1948 (OCLC 254427185)
- Dalia, opéra 1957 (présenté en 1959).
- 2 concertos pour piano et orchestre, 1960 et 1962.
- Concerto pour cor et orchestre, 1963.
- Divers morceaux de piano : 24 morceaux dans toutes les tonalités ; Croquis d'hiver : Petite Suite ; deux sonatines, etc.
- Divers morceaux de violon, dont la Sonate-ballade (1965)
- Mélodies pour voix seule et piano, pièces chorales

## Discographie
- Élégie pour violon et orchestre - Gidon Kremer, violon (avril 1996, Teldec) (OCLC 39112783) — avec d'autres œuvres de compositeurs estoniens, lettons et lituaniens : Pärt, Tüür, Vasks, etc.
- Concerto pour violon ; Pezzo elegiaco - Vadim Gluzman, violon ; Residentie Orkest Den Haag, dir. Neeme Järvi (juin 2009, BIS) (OCLC 663959586) — avec le Concerto de Korngold.
- L'Œuvre pour violon et piano : Sonate-Ballade ; Elegia canzonetta ; Ballade ; Allegro giocoso, etc. - Justina Auškelyte, violon ; Cesare Pezzi, piano (25-26 février 2016, Naxos) (OCLC 995173295)